# 戴红兵
戴红兵（1967年7月—），男，汉族，重庆人，中华人民共和国政治人物。现任广西壮族自治区人大常委会法制工作委员会副主任。第十三、十四届全国政协委员。